# ماري أديلايد
ماري أديلايد (بالفرنسية: Marie-Adélaïde de Luxembourg)(14 يونيو 1894 - 24 فبراير 1924) كانت الدوقة لوكسمبورغ الكبرى منذ عام 1912 حتى 1919، كانت أول دوقة تحمل اللقب (دوقة لوكسمبورغ الكبرى)؛ وأول حكامة للوكسمبورغ منذ عهد الدوقة ماريا تيريزا (1780-1740)، وأيضا أول دوق/ة يلد في لوكسمبورغ منذ عهد يانغ الأول الذي ولد في (عام 1296).
أصبحت ماري أديلايد وريثة والدها غيلاوم الرابع في 1907، وأصبحت الدوقة الكبرى بعد وفاة والدها في 1912، حكمت البلاد خلال الحرب العالمية الأولى، كان ينظر إليها بأنها قدمت الدعم لألمان بعد احتلال لوكسمبورغ هذا يعد كسر للحياد الدولي، ومع ذلك لم تقاوم الاحتلال، وحافظت على حياد طوال الحرب، ومع انتهاء الحرب في 1918، أصبح هناك انتقادات لاذعة وخاصة من الدول الجوار فرنسا وبلجيكا، ومع أنها لم تفعل شيء يعارض الدستور، إلا أن غالبية أصوات في البرلمان طلبت الدوقة بالتنازل، وفي نفس الوقت مجموعة من الاشتراكيين والليبراليين (أعضاء البرلمان) وافقوا على تحول الدولة إلى الجمهورية، هذا القرار الذي أغضب غالبية سكان لوكسمبورغ بشدة، بحيث أدت إلى اضطرابات في الشوارع العامة مما تتطلب تدخل الجيش الفرنسي لاستعادة النظام،  وتحت ضغوط الوطنية والدولية قررت الدوقة البالغة من العمر 24 حينذاك التنازل عن العرش في 19 يناير 1919 لشقيقتها الثانية شارلوت.
غادرت ماري أديلايد البلاد نحو إيطاليا بحيث أصبحت راهبة في إحدى الأديرة، ومع ذلك صحتها لم تسمح لها باستمرار، مما أدى في نهاية المطاف إلى ترك الدير، والانتقال إلى جنوب ألمانيا (بافاريا) حيث عاشت ما تبقى من حياتها هناك، حتى توفيت من الإنفلونزا في 24 فبراير 1924، وفي 1947 أُعيد دفن جثمانها في كنيسة نوتردام بـ مدينة لوكسمبورغ.